# Гадалов, Дмитрий Николаевич
Дмитрий Николаевич Гадалов (28 февраля 1973, Выкса, Нижегородская область, СССР) — российский футболист. Играл на позиции защитника.

## Карьера
Воспитанник «Металлурга» Выкса, первый тренер Михаил Вадимович Козлов, затем — Виктор Иванович Денискин. В 18 лет попал в первую команду «Металлурга» и два года играл на КФК, после чего приглянулся Владимиру Дергачу, который пригласил его в арзамасское «Торпедо». Летом 1992 года Гадалов и одноклубник по «Торпедо» Дмитрий Голубев перешли в нижегородский «Локомотив». За «Локомотив» дебютировал 20 июня 1993 года в выездном матче 16-го тура против ЦСКА, выйдя в стартовом составе, однако был заменён на 81-й минуте встречи Юрий Гуляевым. В дебютной встрече в высшей лиге Гадалов играл персонально против нападающего армейцев Ильшата Файзуллина и не справился с задачей, он забил два мяча, а «Локомотив» в итоге уступил — 0:3, и Гадалов глубоко сел на скамейку запасных. В ходе следующего сезона вернулся в Арзамас. В 1997 году вернулся в «Металлург». Профессиональную карьеру завершил в 2004 году, вернувшись в «Локомотив», после чего играл на любительском уровне за клубы из Выксы.